# Arrondissement de Pistoie
L'arrondissement de Pistoie est une ancienne subdivision administrative française  du département de l'Arno créée le 30 mai 1808 dans le cadre de la nouvelle organisation administrative mise en place par Napoléon Ier en Italie et supprimé le 11 avril 1814, après la chute de l'Empire.

## Composition
L'arrondissement de Pistoie comprenait les cantons de Montale, Pistoie, Porta al Borgo, Porta Lucchese, Porta Fiorentina, Porta San Marco, Prato (deux cantons), San Marcello Pistoiese, Sambuca Pistoiese, Serravalle Pistoiese et Tizzana.